# First of the Gang to Die
"First of the Gang to Die" är en sång av Morrissey, från albumet You Are the Quarry. Släppt i juli, 2004 som den andra singeln från det albumet. Låten skrevs av Morrissey tillsammans med Alain Whyte, de två står för både låttexten och musiken. Låten beskrivs allmänt som att handla om gatuvåld och ödet för de som deltar i det.
Låten nådde plats 6 på UK Singles Chart.
På Trackslistan blev den 2004 års tredje mest framgångsrika låt.

## Låtlista

### 7" vinyl & CD (Storbritannien)
1. "First Of The Gang To Die"
2. "My Life Is A Succession Of People Saying Goodbye"

### DVD
1. "First Of The Gang To Die (live i Manchester 22 maj 2004)(Video)"
2. "First Of The Gang To Die" (Audio)
3. "Teenage Dad On His Estate" (Audio)
4. "Mexico" (Audio)

### CD (USA) & 12" vinyl (Storbritannien)
1. "First Of The Gang To Die"
2. "My Life Is A Succession Of People Saying Goodbye"
3. "Teenage Dad On His Estate"
4. "Mexico"

## Musiker
- Morrissey: Sång
- Alain Whyte: Gitarr
- Boz Boorer: Gitarr
- Gary Day: Basgitarr
- Deano Butterworth: Trummor
- Roger Manning: Keyboard

## Live
Låten framfördes live på Morrisseys turnéer 2002, 2004, och 2006.